# Flonterbach
Der Flonterbach ist ein orografisch rechter Zufluss der Ruwer in Rheinland-Pfalz, Deutschland. Er wird durch einen Weiher aufgestaut.
Der Bach entspringt westlich von Schillingen und bildet vom Flonterbachweiher bis zur Mündung die Gemarkungsgrenze zwischen Schillingen und Mandern. Am Flonterbachweiher befindet sich ein Naherholungsgebiet.